# 중동 전구 (제2차 세계 대전)
중동 전구(영어: Middle East Theatre of World War II)는 제2차 세계 대전 중 대영제국을 위시한 연합국과 나치 독일, 비시 프랑스, 그리고 이탈리아 왕국을 중심으로 한 추축국이 중동, 그 중에서도 북아프리카와 서남아시아에서 벌인 일련의 전쟁을 총칭하는 사전역이다. 

## 주요 전장

### 이라크
독일이 프랑스 점령 이후, 이라크에서는 독일의 지원을 받아 라시드 알리는 쿠테타를 일으키고 이라크를 장악했다. 그리고 친영파를 내쫓고 영국 공군이 있는 하바니야를 포위했다.
하지만, 독일군의 암호를 해독한 영국은 독일이 공군을 모술에서 파견하고 군대가 오기 전에 먼저 트랜스요르단과 쿠웨이트를 통해 하바니야와 바그다드로 파병함으로써 하바니야를 포위하는 이라크군을 격퇴하고 바그다드가 함락되자, 이라크는 항복하고 다시 친영파 정부가 들어서게 된다. 라시드 알리는 이란으로 망명하였다. 그리고, 키르쿠크에서 하이파까지의 송유관의 안전을 보장받게 된다.

### 시리아
프랑스 항복 이후 중동의 시리아와 레바논은 비시 프랑스 정부에 붙었으나 영국은 중동 지역의 안전을 위해 시리아와 레바논을 침공한다.시리아와 레바논의 프랑스군은 격렬히 저항했으나 6월 21일 다마스쿠스가 점령당하고, 7월 6일 베이루트가 점령당하자 프랑스군은 항복하고 6,000여명은 자유 프랑스에 합류했다.

### 이란
이란은 본래 영국의 보호령이였으나, 레자 샤 팔라비가 쿠테타를 일으키고 이란을 선포하였다. 그리고, 영국과 소련 사이를 이간질하여 이득을 보았으나, 독소전쟁이 발발하자 영국은 소련과의 보급을 위해 영국과 소련은 이란을 점령하였고, 연합국의 압력으로 인해 팔라비는 쫓겨나게 된다.